# 殺死異世界轉生者-作弊殺手-
《殺死異世界轉生者-作弊殺手-》（日語：異世界転生者殺し -チートスレイヤー-）是由《狂賭之淵》作者河本焰負責原作、負責作畫的日本異世界漫画作品。在故事中，主角琉特在魔女的誘導下決定去殺死破壞自身世界的外來轉生者。此一作品於2021年6月9日開始在富士見書房的少年漫画雜誌《月刊龍時代》上連載。不過，讀者在觀看首話時便發現故事中的轉生者影射了其他異世界作品的主角，並為此向富士見書房投訴，致使作品被迫腰斬。

## 劇情
《殺死異世界轉生者-作弊殺手-》以主角琉特的視角作切入點。琉特原先是個對轉生者十分仰慕的異世界村民，並夢想成為集結轉生者一起對抗魔王軍的行會「神的叛逆者」的成員。某一天，「神的叛逆者」成員突然來到琉特的村子放火，琉特則被人扭傷脖子，致使他眼睜睜看著青梅竹馬莉迪亞在自己面前被轉生者路易·克洛菲特強姦。這種情況使得琉特決意向轉生者復仇。

## 角色
琉特
異世界的村民，原先夢想成為行會「神的叛逆者」的成員。
莉迪亞
異世界的村民，琉特的青梅竹馬。

### 神的叛逆者
本田·裕也
外號為「循環者」。影射《Re:從零開始的異世界生活》的菜月昴。
路易·克洛菲特
外號為「神之謬誤」。影射《賢者之孫》的西恩·沃夫特。
芙蕾雅
外號為「墮女神」。影射《為美好的世界獻上祝福！》的阿克婭。
伊梅爾達·薇涅特
外號為「惡役千金」。影射《轉生成女性向遊戲只有毀滅END的壞人大小姐》的卡塔莉娜·庫萊耶思。
斬人
外號為「雙劍的黑騎士」。影射《刀劍神域》的桐人。
安娜斯塔西亞·梅洛科娃
外號為「幼女惡魔」。影射《幼女戰記》的譚雅·馮·提古雷查夫。
洛洛·森迪格
外號為「持名史萊姆」。影射《關於我轉生變成史萊姆這檔事》的利姆露。
四條雪子
外號為「異世界餐廳」。影射《異世界食堂》的阿蕾塔。
多恩·維爾·特
外號為「不死者之王」。影射《OVERLORD》的安茲·烏爾·恭。

## 爭議
《殺死異世界轉生者-作弊殺手-》在首話推出後，便有讀者發現九名「神的叛逆者」成員跟其他異世界作品的角色十分相似。《月刊龍時代》編輯部為此決定把內容複檢，最終得出結論——他們認為這部作品的反派跟其他作品的主角過分類似，令該些作品的作者可能認為河本焰和是在故意诋毁自身的作品。編輯部為此向受影響者道歉，並表示他們「會在將來加倍留意，以免同類失誤再次發生」。《無職轉生～到了異世界就拿出真本事～》的作者不講理不求人在Twitter上對此回應道：「……借用其他作品的角色，並把他們設定為奸角←這就過火了」。
河本焰在Twitter發表了一則道歉聲明，當中寫道：「我对相關人士所造成的困擾和擔憂表示誠摯的歉意。我已就在沒有周全考慮的情況下創作出這樣的作品，並引發騷動一事進行反省。我會以此為戒，創作出更好的作品」。《關於我轉生變成史萊姆這檔事》著者伏瀨則在後來表示：「我已經收到《月刊龍時代》編輯部的道歉。對於作者而言，角色的形象十分重要，因此我希望戲仿者不要做得太過火」。
漫畫書資源網的迈克尔·拉塞尔纳（Michael Lacerna）表示，雖然在《殺死異世界轉生者-作弊殺手-》之前就已有異世界題材的作品戲仿其他相同題材的作品，但「《殺死異世界轉生者-作弊殺手-》引起了業界對『什麼是戲仿？什麼是侵權或人身攻擊？』的討論」。漫畫書資源網的蒂莫西·多诺霍（Timothy Donohoo）認為，這一作品是在直接攻撃異世界題材本身；他同時表示，儘管戲仿一般落在合理使用原則的容許範圍內，但由於戲仿对象很多都是連載中的作品，所以作者們会对此格外留神。
《御宅族USA》的卡拉·丹尼森（Kara Dennison）認為，作者只要重新思考一下戲仿方式，加入更多樣的犯罪元素，並在開頭加上聲明，那麼就有機會避免爭議發生。